# Persone di nome Elizabeth/Attori
| Questa pagina contiene informazioni ricavate automaticamente dalle voci biografiche con l'ausilio del template Bio e di un bot. L'aggiornamento è periodico e automatico e ricostruisce completamente la pagina. Se manca una persona in questa lista, sei pregato di non aggiungerla, ma accertati piuttosto che la sua voce biografica contenga il template Bio e che i dati anagrafici siano correttamente compilati. Se il template Bio manca, inseriscilo tu stesso o, in alternativa, metti l'avviso {{tmp\|Bio}} che ne segnala la mancanza. Se i dati riportati sono sbagliati, correggi direttamente la voce biografica; le modifiche saranno visibili in questa lista entro pochi giorni. Per chiarimenti vedi il progetto biografie. La lista contiene solo le 80 persone che sono citate nell'enciclopedia e per le quali è stato implementato correttamente il template Bio. Pagina aggiornata al 1 apr 2024. |

Questa è una lista di persone presenti nell'enciclopedia che hanno il prenome Elizabeth e sono attori.

## A(4)
- Elizabeth Allan, attrice britannica (Skegness, n. 1910 - Hove, † 1990)
- Elizabeth Allen, attrice statunitense (Jersey City, n. 1929 - Fishkill, † 2006)
- Elizabeth Anne Allen, attrice statunitense (New York, n. 1970)
- Bess Armstrong, attrice statunitense (Baltimora, n. 1953)

## B(10)
- Elizabeth Baur, attrice statunitense (Los Angeles, n. 1947 - Los Angeles, † 2017)
- Beth Behrs, attrice statunitense (Lancaster, n. 1985)
- Elizabeth Berkley, attrice e ex modella statunitense (Farmington Hills, n. 1974)
- Elizabeth Berridge, attrice statunitense (New Rochelle, n. 1962)
- Elizabeth Berrington, attrice britannica (Wallasey, n. 1970)
- Elizabeth Blackmore, attrice australiana (Perth, n. 1987)
- Elizabeth Bogush, attrice statunitense (Perth Amboy, n. 1977)
- Elizabeth Bowen, attrice canadese (Vancouver)
- Lily Brayton, attrice inglese (Hindley, n. 1876 - Dawlish, † 1953)
- Beth Broderick, attrice statunitense (Falmouth, n. 1959)

## C(4)
- Lizzy Caplan, attrice statunitense (Los Angeles, n. 1982)
- Finn Carter, attrice statunitense (Greenville, n. 1960)
- Elizabeth Ashley, attrice statunitense (Ocala, n. 1939)
- Lizzie Cundy, attrice, conduttrice televisiva e personaggio televisivo britannica (Londra, n. 1970)

## D(3)
- Elizabeth A. Davis, attrice e cantante statunitense (Dumas, n. 1980)
- Elizabeth Debicki, attrice australiana (Parigi, n. 1990)
- Elizabeth Dennehy, attrice statunitense (Jacksonville, n. 1960)

## F(5)
- Beanie Feldstein, attrice statunitense (Los Angeles, n. 1993)
- Tina Fey, attrice, autrice televisiva e comica statunitense (Upper Darby, n. 1970)
- Elizabeth Franz, attrice statunitense (Akron, n. 1941)
- Elizabeth Friedman, attrice statunitense (Los Angeles, n. 1984)
- Betty Furness, attrice statunitense (New York, n. 1916 - New York, † 1994)

## G(4)
- Elizabeth Gillies, attrice, cantante e ballerina statunitense (Haworth, n. 1993)
- Betty Grable, attrice, ballerina e cantante statunitense (Saint Louis, n. 1916 - Santa Monica, † 1973)
- Elizabeth Gutiérrez, attrice statunitense (Los Angeles, n. 1979)
- Elizabeth Daily, attrice, doppiatrice e cantante statunitense (Los Angeles, n. 1961)

## H(6)
- Elizabeth Harrower, attrice e sceneggiatrice statunitense (Alameda, n. 1918 - Studio City, † 2003)
- Elizabeth Hawthorne, attrice neozelandese (Christchurch, n. 1947)
- Elizabeth Henstridge, attrice e regista britannica (Sheffield, n. 1987)
- Elizabeth Ho, attrice statunitense (San Francisco, n. 1983)
- Beth Howland, attrice statunitense (Boston, n. 1941 - Santa Monica, † 2015)
- Elizabeth Hurley, attrice, supermodella e produttrice cinematografica britannica (Basingstoke, n. 1965)

## J(1)
- Malese Jow, attrice e cantante statunitense (Tulsa, n. 1991)

## K(5)
- Elizabeth Kaitan, attrice e modella ungherese (Manhattan, n. 1960)
- Elizabeth Keifer, attrice statunitense (Pacific Palisades, n. 1961)
- Elizabeth Kemp, attrice statunitense (Key West, n. 1951 - Los Angeles, † 2017)
- Ellie Kemper, attrice e comica statunitense (Kansas City, n. 1980)
- Liza Koshy, attrice, conduttrice televisiva e comica statunitense (Houston, n. 1996)

## L(2)
- Elizabeth Lail, attrice statunitense (Williamson County, n. 1992)
- Elizabeth Ludlow, attrice statunitense (n. 1989)

## M(11)
- Ali MacGraw, attrice e ex modella statunitense (New York, n. 1939)
- Beth Malone, attrice e cantante statunitense (Auburn, n. 1969)
- Elizabeth Mansfield, attrice, cantante e produttrice teatrale inglese
- Elizabeth Marvel, attrice statunitense (Los Angeles, n. 1969)
- Elizabeth McGovern, attrice statunitense (Evanston, n. 1961)
- Elizabeth McLaughlin, attrice statunitense (Morgantow, n. 1993)
- Beth Goulart, attrice, drammaturga e ballerina brasiliana (Rio de Janeiro, n. 1961)
- Elizabeth Banks, attrice, regista e produttrice cinematografica statunitense (Pittsfield, n. 1974)
- Elizabeth Mitchell, attrice statunitense (Los Angeles, n. 1970)
- Elizabeth Montgomery, attrice statunitense (Hollywood, n. 1933 - Los Angeles, † 1995)
- Edna Murphy, attrice statunitense (New York City, n. 1899 - Santa Monica, † 1974)

## N(1)
- Elizabeth Norment, attrice statunitense (Washington, n. 1952 - New York, † 2014)

## O(1)
- Elizabeth Olsen, attrice statunitense (Los Angeles, n. 1989)

## P(5)
- Téa Leoni, attrice statunitense (New York, n. 1966)
- Elizabeth Parkinson, attrice e ballerina statunitense (Sherman)
- Elizabeth Patterson, attrice statunitense (Savannah, n. 1874 - Los Angeles, † 1966)
- Elizabeth Perkins, attrice statunitense (New York, n. 1960)
- Elizabeth Peña, attrice statunitense (Elizabeth, n. 1959 - Los Angeles, † 2014)

## Q(1)
- Elizabeth Quinn, attrice statunitense (Port Jervis, n. 1948)

## R(2)
- Elizabeth Reaser, attrice statunitense (Bloomfield Township, n. 1975)
- Elizabeth Rodriguez, attrice statunitense (New York, n. 1980)

## S(8)
- Elizabeth Savalla, attrice brasiliana (São Paulo, n. 1954)
- Eliza Schneider, attrice e doppiatrice statunitense (n. 1978)
- Bitty Schram, attrice statunitense (Mountainside, n. 1968)
- Elizabeth Seal, attrice e cantante inglese (Genova, n. 1933)
- Liz Sheridan, attrice statunitense (Rye, n. 1929 - New York, † 2022)
- Elizabeth Spriggs, attrice britannica (Buxton, n. 1929 - Oxford, † 2008)
- Elizabeth Stanley, attrice statunitense (Cedar Rapids, n. 1978)
- Liz Stauber, attrice statunitense (Indianapolis, n. 1979)

## T(2)
- Elizabeth Taylor, attrice britannica (Londra, n. 1932 - Los Angeles, † 2011)
- Bitsie Tulloch, attrice statunitense (San Diego, n. 1981)

## V(1)
- Liz Vassey, attrice statunitense (Raleigh, n. 1972)

## W(3)
- Elizabeth Gracen, attrice e modella statunitense (Ozark, n. 1961)
- Elizabeth Webster, attrice britannica (Rochester)
- Elizabeth Wilson, attrice statunitense (Grand Rapids, n. 1921 - New Haven, † 2015)

## Z(1)
- Lisa Zane, attrice statunitense (Chicago, n. 1961)